# Biserica „Sfântul Gheorghe” - Sud din Focșani
Biserica „Sfântul Gheorghe” - Sud din Focșani este un monument istoric aflat pe teritoriul municipiului Focșani. În Repertoriul Arheologic Național, monumentul apare cu codul 174753.17.
Biserica a avut drept ctitori enoriașii focșăneni. Biserica „Sfântul Gheorghe”-Sud este monument istoric. Prima inscriptie este pe o piatra asezata deasupra usii de la intrare, în limba slavona, conform careia biserica ar fi fost ridicata din lemn de catre Vlad Tepes, în amintirea bataliei ce a avut loc cu turcii pe Câmpia Focsanilor. Cealalta inscriptie pe o marmura asezata în mijlocul bisericii, arata ca pe la 1742 a fost refacuta din caramida de catre Constantin Mavrocordat. Aceste inscriptii au fost distruse în 1887 cand s-a reparat biserica. Este de remarcat ca biserica desi foarte simpla în exterior, în interior este pictata in ulei si prezinta un stil arhitectonic ce se deosebeste cu totul de stilul altor biserici.